# 香港本土力量 (2011年)
香港本土力量（英語：Hong Kong National  Power）是香港一個「本土化網絡團體」，第一代組織由十數位香港高登討論區的用戶於2011年成立，主張「為香港人發聲，捍衛本土文化，保障香港權益，抵禦文化清洗」。組織於2012年結束，至2015年3月14日有同名組織成立，但兩者並無關係。

## 事件

### 反財政預算案遊行
2011年3月上旬財政司司長曾俊華推出年度財政預算案，引起香港各界的廣泛爭議，及後曾俊華修訂方案，向合香港資格人士派發港幣6000元。有團i體計劃為本港居住未滿七年的新移民為爭取獲得為數6000千元港幣的回饋金，這在網絡引起極大迴響。香港本土力量認為預算案份欠缺長遠規劃而感到失望，並計劃參與反財政預算案大遊行，以向對從中國大陸來港定居的新移民表達不滿，成員在社交網絡Facebook創建組群，兩天之內人數至幾近400人。3月6日遊行當日，逾萬名市民（警方稱6840人）參與了泛民主派所發起的「反對短視預算案」大遊行，路線由中環遮打花園至中區政府總部。

### Facebook群組被刪除
香港本土力量於Facebook成立名為「新移民冇得拎六千蚊，這是永久居民獨有的福利，要有十萬個like俾班新移民睇」群組，於2011年3月6日上午有100多人，在遊行過後群組人數快速上升，於短時間內有大量網民「喜歡」該頁，有報導認為此顯示香港人對新移民濫用福利和無理要求的不滿。2011年3月8日約清晨二時，專頁人數突破80,000人。但專頁於翌日早上約10時被刪除，後來於3月14日開設新專頁。
2012年1月20日，「香港本土力量」的管理員決定關閉所有群組和專頁，使得組織正式走上終結。